# Adrienne Osborne
Adrienne Osborne, eigentlich Adrienne Eisbein, verheiratete Adrienne von Kraus-Osborne (* 2. Dezember 1873 in Buffalo, New York, USA; † 15. Juni 1951 in Zell am Ziller, Tirol, Österreich) war eine US-amerikanisch-österreichische Opernsängerin (Sopran) und Gesangspädagogin.

## Leben
Die Tochter eines praktischen Arztes zog es frühzeitig zur Musik hin. So entschloss sie sich, ihrer Neigung folgend, der Sängerlaufbahn zu widmen. Sie kam zu diesem Behufe nach Deutschland, wo sie bei der bekannten Gesangsmeisterin Auguste Götze in Leipzig ihre Anfangsstudien machte. Ihre eigentliche Ausbildung vollendete später Felix von Kraus, den sie auch 1899 heiratete. Ihr erstes Engagement fand die Künstlerin am Leipziger Stadttheater, welcher Bühne sie seither (für Mezzosopranpartien) bis mindestens 1902 angehört.
Osborne, die Rollen wie „Carmen“, „Cherubin“, „Mignon“, „Hänsel“ etc. zu ganz vortrefflicher Leistung bringt, wurde nicht nur der erklärte Liebling des Publikums, sondern wirkte auch in Wien, Berlin, Dresden, Hamburg, Bremen, Frankfurt, sowie in Holland, England und Amerika, teils auf der Bühne, teils im Konzertsaal mit steigendem Erfolg. Überall anerkannte man in ihr die ausgezeichnete Sängerin.
1899 wurde die Künstlerin auch aufgefordert, in Bayreuth die „Zweite Norne“, die „Grimgerde“ im „Ring“ und den „Zweiten Knappen“ im „Parsifal“ zu vertreten.
Später arbeitete sie als Gesangspädagogin

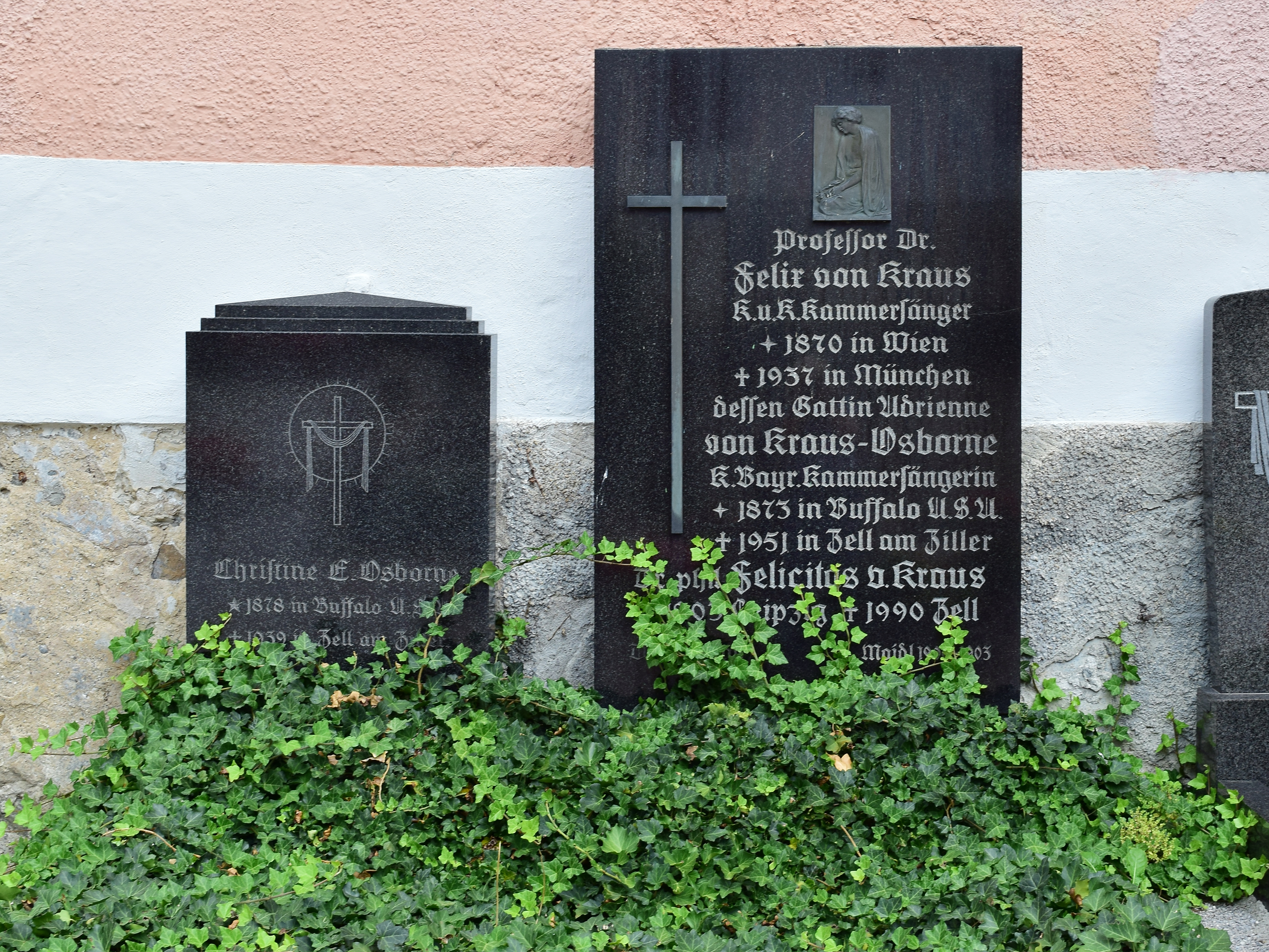
Grab von Adrienne Osborne und Felix von Kraus in Zell am Ziller

Ihre Stimme ist auf Schallplatten von Odeon (Wien, 1903) erhalten. Ihr Grab befindet sich am Friedhof in Zell am Ziller.